# Андреевский, Константин Степанович
Константи́н Степа́нович Андрее́вский (1786 — 21 мая 1836) — генерал-майор, командир 39-го егерского полка.

## Биография
Из дворян Тверской губернии. Отец — камер-фурьер Степан Степанович Андреевский, мать — Елизавета Тимофеевна Андреевская (урождённая Кардо-Сысоева). Имел двух братьев (Степана и Николая) и пятерых сестёр.

## Служба
В службе с 1806 года. Переведён из 1-го Пионерского полка в Лейб-гвардии Егерский полк 22 ноября 1807 года
С 1808 года — подпоручик.
Участвовал в русско-шведской войне (в боях при г. Куопио; в бою у озера Поровеси (при д. Иденсальми), в бою под д. Иденсальми, в занятии Улеаборга, в экспедиции на Аландские о-ва в составе корпуса генерал-лейтенанта князя Багратиона).

Отличился в сражениях против шведских войск 2 и 3 июня 1808 г.
подпоручик Андреевский при наступлении на неприятеля с неустрашимостью шел вперед, подавая тем пример подчиненным своим
В 1812 году — штабс-капитан. Участвовал в сражении под Смоленском, при Бородино, в сражении в районе Красный-Доброе. В 1813-14 гг. был в заграничном походе (принял участие в сражении при Бауцене, при Кульме, при Лейпциге, при взятии Парижа).
В чине полковника 22 января 1819 года был переведён полковым командиром в 39-й егерский полк.
Уволен со службы за болезнью, генерал-майором с мундиром, 25 декабря 1822 года.
Похоронен в селе Большой Березуй Зубцовского уезда Тверской губернии.

## Награды
Российской Империи:
- Орден Святой Анны 3-й степени («за отличия, оказанные в войне против французов 26 августа 1812»);
- Орден Святого Владимира 4-й степени с бантом («за отличия, оказанные в делах против французов 3,4,5 и 6 ноября 1812»)
- Орден Святой Анны 2-й степени (за Сражение под Кульмом 29-30 августа 1813)
- Золотая шпага «за храбрость» (22.01.1815);

Иностранных государств:
- Два Прусских ордена Pour le Mérite[4] (18.11.1813; 13-18.10.1814)[5]
- Прусский Кульмский крест (за Сражение под Кульмом)